# Tettigidea chapadensis
Tettigidea chapadensis is een rechtvleugelig insect uit de familie doornsprinkhanen (Tetrigidae). De wetenschappelijke naam van deze soort is voor het eerst geldig gepubliceerd in 1910 door Bruner. Zoals de naam aangeeft, komt deze soort voor in het chapada (= plateau) in de Braziliaanse deelstaat Mato Grosso.